# 瑟诺 (汝拉省)
瑟诺（法語：Senaud，法語發音：[səno]）是法国汝拉省的一个旧市镇，属于隆斯勒索涅区。2016年，瑟诺与市镇瓦勒代皮、弗洛朗蒂亚和楠泰合并为新的瓦勒代皮。

## 地理
瑟诺（46°23'49"N, 5°22'48"E）面积4.06 平方千米，位于法国勃艮第-弗朗什-孔泰大區汝拉省，该省份为法国东部内陆省份，北起上索恩省，西北接科多尔省，西临索恩-卢瓦尔省，南至安省，东与杜省和瑞士接壤。
与瑟诺接壤的市镇（或旧市镇、城区）包括：科利尼、瓦勒代皮、楠泰、圣让代特勒。
瑟诺的时区为UTC+01:00、UTC+02:00（夏令时）。

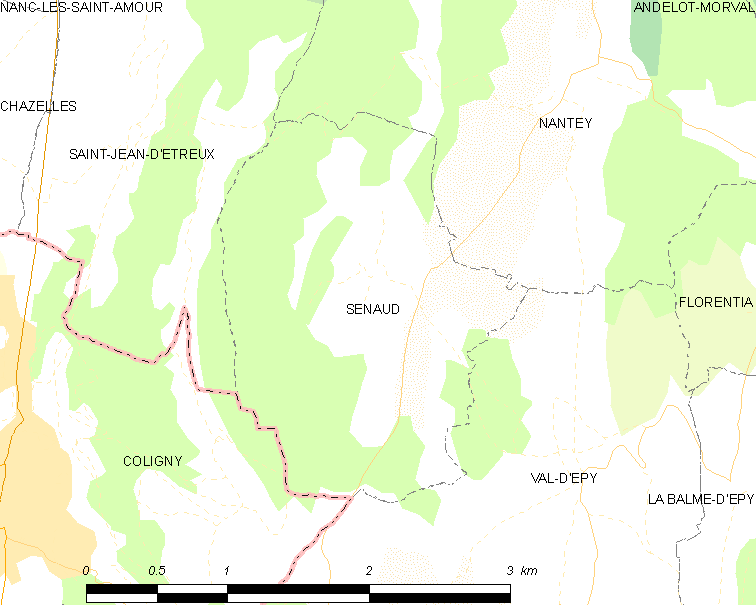
瑟诺的OSM定位图

## 行政
瑟诺的邮政编码为39160，INSEE市镇编码为39509。

## 政治
瑟诺所属的省级选区为圣阿穆尔县。

## 人口

1962-2008年间瑟诺人口变化图示

瑟诺于2018年1月1日时的人口数量为52人。